# Horbky
Horbky (ukr. Горбки) – wieś na Ukrainie, w obwodzie zakarpackim, w rejonie berehowskim, w hromadzie Korołewo. W 2001 liczyła 615 mieszkańców.